# Aldona Anna Giedyminówna
Aldona Anna (ur. ok. 1311–1313, zm. 25 maja 1339 w Krakowie) – księżniczka litewska i królowa Polski z dynastii Giedyminowiczów, córka wielkiego księcia Litwy Giedymina i prawdopodobnie Jewny.

## Życiorys
Była pierwszą żoną króla Polski Kazimierza Wielkiego. Małżeństwo zostało zaaranżowane przez rodziców młodej pary i miało wzmocnić polityczny sojusz między Polską a Wielkim Księstwem Litewskim przeciwko zakonowi krzyżackiemu. Po przybyciu do Polski przyjęła chrzest oraz imię Anna. Rocznik Traski zapisał ten fakt pod datą 30 kwietnia 1325 roku, jednak nie znalazła ona całkowitej akceptacji w historiografii. Zgodnie z przekazem Jana Długosza chrzest księżniczki nastąpił 28 czerwca 1325 roku. 16 października 1325 w Krakowie miał miejsce ślub Aldony Anny z królewiczem Kazimierzem. Z tego związku narodziły się dwie córki:
- Elżbietę (ok. 1326–1361) – od 1343 roku żonę księcia wołogosko-słupskiego Bogusława V,
- Kunegundę (ok. 1328–1357) – od 1345 roku żonę Ludwika rzymskiego, syna cesarza rzymskiego Ludwika IV Wittelsbacha.

Jan Długosz opisuje królową Annę w następujący sposób: kobieta szlachetna, uległa swemu mężowi, królowi; hojna i dobroczynna wobec duchownych. W Roczniku Traski oraz w kronice Jana Długosza można znaleźć informację, jakoby Anna „nadmiernie używała życia”. Jan Długosz tak pisze o stosunku jej męża do jej „wesołego” trybu życia: Kazimierz patrzył na nie raczej z pobłażaniem niż z aprobatą. Z pewnością jej sposób życia nie podobał się jej teściowej, Jadwidze kaliskiej. Być może dlatego nie chciała zgodzić się na koronację synowej. Anna lubiła zabawy, taniec. Odnotowano to w Roczniku Traski i w Roczniku Małopolskim: była ona tak oddana uciechom tanecznym i wesołości, że dokądkolwiek konno lub na wozie się udawała, zawsze przed nią szli śpiewacy z harfami, bębnami, piszczałkami i różnymi melodiami. Również według Jana Długosza Anna oddawała się jednak zabawom, tańcom i świeckim uciechom, takich bowiem umiejętności nabrała od dziecka u barbarzyńskich rodziców.
Ponad miesiąc po śmierci Władysława I Łokietka, 25 kwietnia 1333 roku, Aldona Anna, mimo sprzeciwu teściowej Jadwigi, została koronowana wraz z Kazimierzem na Wawelu przez arcybiskupa gnieźnieńskiego Janisława. Na koronację przybyli: książęta Kujaw, Łęczycy, Sieradza, legat papieski Piotr z Alwernii, posłowie węgierscy, polscy biskupi (m.in. Jan Grot i Jan Doliwa) oraz być może Luther von Braunschweig, wielki mistrz zakonu krzyżackiego.
Aldona Anna zmarła prawdopodobnie 25 maja 1339 roku. Miała wtedy około 28 lat. Została pochowana w katedrze wawelskiej. Według Rocznika Traski żona ówczesnego króla Polski zeszła ze świata śmiercią osobliwą i straszną. Podobnie podaje Jan Długosz: dla zohydzenia tego co robiła za życia, mówiono, że zmarła nienaturalną i straszną śmiercią.

## W kulturze
Aldona Anna występuje w serialu Korona królów. Odtwórczynią jej roli jest aktorka Marta Bryła. Postać królowej jest jedną z głównych w pierwszym sezonie serialu.